# Gare de Saint-Clair - Les Roches
La gare de Saint-Clair - Les Roches est une gare ferroviaire française de la ligne de Paris-Lyon à Marseille-Saint-Charles, située sur le territoire de la commune de Saint-Clair-du-Rhône, à proximité des Roches-de-Condrieu, dans le département de l'Isère, en région Auvergne-Rhône-Alpes. Elle s'appelait autrefois : Les Roches-de-Condrieu.
C'est une gare de la Société nationale des chemins de fer français (SNCF), desservie par des trains TER Auvergne-Rhône-Alpes.

## Situation ferroviaire
Établie à 161 m d'altitude, la gare de Saint-Clair - Les Roches est située au point kilométrique (PK) 542,409 de la ligne de Paris-Lyon à Marseille-Saint-Charles, entre les gares voyageurs ouvertes de Vienne et du Péage-de-Roussillon.

## Service des voyageurs

### Accueil
La gare dispose d'un bâtiment voyageurs, avec guichet, ouvert le lundi de 6 h à 12 h 10, du mardi au vendredi de 6 h 40 à 13 h 30 et le samedi de 9 h à 11 h 30 et de 12 h 30 à 15 h 30, fermé les dimanches et jours fériés. Elle est équipée d'automates pour l'achat de titres de transport TER.

### Desserte
Saint-Clair - Les Roches est desservie par des trains TER Auvergne-Rhône-Alpes qui effectuent des missions entre les gares de Lyon-Part-Dieu, de Valence-Ville et de Marseille-Saint-Charles.

### Intermodalité
Un parc pour les vélos et un parking y sont aménagés.

## Service des marchandises
Cette gare est ouverte au service du fret.